# 2017 في تشيلي
فيما يلي قوائم الأحداث التي وقعت خلال عام 2017 في تشيلي.

## رياضة
- 10 أكتوبر – تصفيات كأس العالم لكرة القدم 2018

## أفلام
من الأفلام التي صدرت هذه السنة في تشيلي:
- 12 فبراير – امرأة رائعة من إخراج Sebastián Lelio [الإنجليزية]‏.
- 7 سبتمبر – جاكي من إخراج بابلو لاراين.

## وفيات

### مارس
- 1 مارس – أليسيا موريل (مواليد 1921) كاتبة وروائية تشيلية.